# Tour de Langkawi 2012
La 17e édition du Tour de Langkawi se déroule du 24 février au 4 mars 2012. Il est classé par l'UCI en catégorie 2.HC au sein de l'UCI Asia Tour.

## Étapes
| Étape     | Date       | Villes étapes | km    | Vainqueur d’étape | Leader du classement général |
| --------- | ---------- | ------------- | ----- | ----------------- | ---------------------------- |
| 1re étape | 24 février |               | 20,3  | David Zabriskie   | David Zabriskie              |
| 2e étape  | 25 février |               | 151   | Andrea Guardini   | David Zabriskie              |
| 3e étape  | 26 février |               | 187,6 | Andrea Guardini   | David Zabriskie              |
| 4e étape  | 27 février |               | 169,4 | Andrea Guardini   | David Zabriskie              |
| 5e étape  | 28 février |               | 190   | José Serpa        | Darren Lapthorne             |
| 6e étape  | 29 février |               | 108   | José Serpa        | José Serpa                   |
| 7e étape  | 1er mars   |               | 205,8 | Marco Canola      | José Serpa                   |
| 8e étape  | 2 mars     |               | 100,8 | Andrea Guardini   | José Serpa                   |
| 9e étape  | 3 mars     |               | 165,7 | Andrea Guardini   | José Serpa                   |
| 10e étape | 4 mars     |               | 116,9 | Andrea Guardini   | José Serpa                   |